# Czuba nad Karbem
Czuba nad Karbem (niem. Kerbkoppe, słow. Čuba nad Karbom, węg. Karb-púp, 1896 m) – skalna czuba w Grani Kościelców w Tatrach Wysokich. Znajduje się pomiędzy Kościelcem (2155 m) a przełęczą Karb (1853 m), dużo bliżej tej ostatniej. Stoki południowo-zachodnie opadają stromo do Długiego Stawu, północno-wschodnie opadają ścianą do Czarnego Stawu. Od wschodniej strony po bokach Czuby nad Karbem opadają do Czarnego Stawu dwa duże żleby: bezimienny żleb spod przełęczy Karb, z drugiej strony zaś Żleb Zaruskiego.
Przez Czubę nad Karbem prowadzi znakowany szlak turystyczny. Omija jej wierzchołek po zachodniej stronie. Od Czarnego Stawu wschodnią ścianą Czuby nad Karbem taternicy poprowadzili dwie drogi wspinaczkowe:
- Droga Potoczka (III stopień w skali trudności UIAA), 7 wyciagów – zimowa
- Droga Głogowskiego (III stopień), 5 wyciągów – zimowa[3].

## Szlaki turystyczne
Czarny Staw Gąsienicowy – Mały Kościelec – przełęcz Karb – Czuba nad Karbem – Kościelec. Prowadzi wschodnimi zboczami Małego Kościelca i jego granią. Czas przejścia znad Czarnego Stawu na Karb: ↑ 35 min, ↓ 25 min.